# 国际公立大学论坛
国际公立大学论坛（International Forum of Public Universities；IFPU），也称“国际公立大学联盟”，于2007年10月在加拿大蒙特利尔大学创立，并时任该组织秘书处。 2013年，该秘书处正式迁到中国南开大学。该组织将来自四大洲不同地区的大学汇集一起，将志同道合的公立大学纳入视野宽阔的地区性国际化网络，其重要意义引人瞩目，目前由四大洲21所大学组成，其成员联盟数量仍在不断扩大。该国际论坛积极倡导公立大学提高自身竞争力，加强学术和学风，在教育资源竞争中不断的提高教学质量以及素质，重要的是如何更好的应变现今时代公立大学筹款，招生与其他院校进行合作的挑战与机遇。通过这样一个对话平台建立相应的校际合作交流，委派学生教授进行学习互访。

## 成员年会
- 2012年11月22日-23日，第六届会议在默罕穆德五世大学举行

- 2011年11月10日-12日，第五届会议在布拉格查尔斯大学举行

- 2010年11月10日-12日，第四届会议在巴黎第三大学举行

- 2009年11月16日-17日，第三届会议在布鲁塞尔自由大学大学举行

- 2008年11月8日-9日，  第二届会议在北京大学举行

- 2007年10月11日-12日，第一届会议在蒙特利尔大学举行

## 历届夏季博士生研修班
- 2013年6月16日-21日，第六界夏季博士生研修班以“21世纪全球卫生健康”为主题在布拉格查尔斯大学举行。

- 2012年6月25日-30日，第五届夏季博士生研修班以“面对金融危机及经济增长：挑战与发展战略”为主题在南开大学举行。

- 2011年7月11日-15日，第四届夏季博士生研修班以“从城市到大都会：如何应对城市与区域规划的挑战”为主题在巴塞罗那大学举行。

- 2010年7月5日-10日， 第三届夏季博士生研修班以“应对国际危机”为主题在蒙特利尔大学举行。

- 2009年7月20日-24日，第二届夏季博士生研修班以“农业发展力与可持续发展”为主题在圣保罗大学举行。

- 2008年6月23日-28日，第一届夏季博士生研修班以“文化多样性”为主题在博洛尼亚大学举行。

## 联盟成员

### 阿根廷
- 布宜诺斯艾利斯大学

### 比利时
- 法语布鲁塞尔自由大学

### 巴西
- 圣保罗大学

### 加拿大
- 蒙特利尔大学

### 智利
- 智利大学

### 中国
- 北京大学
- 南开大学

### 捷克
- 布拉格查理大学

### 法國
- 巴黎第三大学

### 德国
- 弗莱堡大学

### 印度
- 尼赫鲁大学

### 義大利
- 博洛尼亚大学

### 日本
- 名古屋大学

### 墨西哥
- 墨西哥国立自治大学

### 摩洛哥
- 穆罕默德五世大学

### 羅馬尼亞
- 布加勒斯特大学

### 俄羅斯
- 莫斯科国立大学

### 塞内加尔
- 达喀尔大学

### 西班牙
- 巴塞罗那大学

### 瑞士
- 日内瓦大学

### 美国
- 加州大学